# Championnat du Kazakhstan de football 1994
Navigation
Saison précédente Saison suivante
La saison 1994 du championnat du Kazakhstan de football était la 3e édition de la première division kazakhe, la Top Division. Les dix-sept meilleures équipes du pays sont regroupées au sein d'une poule unique, où tous les clubs s'affrontent en matchs aller et retour. À la fin du championnat, les deux derniers descendent en Perveja Liga, la deuxième division kazakhe et sont remplacés par les deux meilleurs clubs de D2.
C'est le FC Yelimay Semipalatinsk (ex-Spartak) qui remporte la compétition cette saison en terminant en tête du classement final, avec 6 points d'avance sur le tenant du titre, le FC Ansat Pavlodar et 7 sur un duo composé du FC Zhiger Shymkent et du FC Aktyubinets Aktobe. C'est le tout premier titre de champion du Kazakhstan de l'histoire du Yelimay.
Avant le démarrage de la saison, le FC Dostyk déclare forfait et n'est pas remplacé. Le championnat compte donc 16 équipes au lieu de 17.

## Les 17 clubs participants
| - FC Kairat Almaty - FK Taraz - FC Tsesna Akmolinsk - FC Zhiger Shymkent - FC Gornyak Khromtau - FC Khimik Koustanaï - FC Aktyubinets Aktobe - FC Uralets-Arma - FC Batyr Ekibastuz | - FC Dostyk - Forfait - FC Shakhtyor Karagandy - FC Ansat Pavlodar - FC SKIF Ordabasy - FC Vostok - FC Yelimay Semipalatinsk - FC Bulat Temirtau - FC Yassi |

## Compétition
Le barème de points servant à établir les classements se décompose ainsi :
- Victoire : 2 points
- Match nul : 1 point
- Défaite : 0 point

### Classement
| Rang | Équipe                   | Pts | J  | G  | N  | P  | Bp | Bc | Diff |
| ---- | ------------------------ | --- | -- | -- | -- | -- | -- | -- | ---- |
| 1    | FC Yelimay Semipalatinsk | 47  | 30 | 20 | 7  | 3  | 70 | 29 | +41  |
| 2    | FC Ansat Pavlodar (T)    | 41  | 30 | 17 | 7  | 6  | 57 | 14 | +43  |
| 3    | FC Zhiger Shymkent       | 40  | 30 | 16 | 8  | 6  | 63 | 30 | +33  |
| 4    | FC Aktyubinets Aktobe    | 40  | 30 | 15 | 10 | 5  | 45 | 23 | +22  |
| 5    | FC SKIF Ordabasy         | 36  | 30 | 14 | 8  | 8  | 41 | 29 | +12  |
| 6    | FC Shakhtyor Karagandy   | 34  | 30 | 11 | 12 | 7  | 45 | 38 | +7   |
| 7    | FC Bulat Temirtau        | 33  | 30 | 13 | 7  | 10 | 31 | 34 | -3   |
| 8    | FK Taraz                 | 31  | 30 | 12 | 7  | 11 | 42 | 34 | +8   |
| 9    | FC Batyr Ekibastuz       | 28  | 30 | 10 | 8  | 12 | 36 | 34 | +2   |
| 10   | FC Khimik Koustanaï      | 27  | 30 | 11 | 5  | 14 | 42 | 37 | +5   |
| 11   | FC Kairat Almaty         | 26  | 30 | 10 | 6  | 14 | 36 | 42 | -6   |
| 12   | FC Gornyak Khromtau      | 22  | 30 | 8  | 6  | 16 | 29 | 60 | -31  |
| 13   | FC Vostok (C)            | 22  | 30 | 8  | 6  | 16 | 39 | 58 | -19  |
| 14   | FC Tsesna Akmolinsk      | 19  | 30 | 6  | 7  | 17 | 24 | 48 | -24  |
| 15   | FC Yassi                 | 17  | 30 | 8  | 1  | 21 | 22 | 76 | -54  |
| 16   | FC Uralets-Arma          | 17  | 30 | 4  | 9  | 16 | 20 | 56 | -36  |

|  | Qualification pour la Coupe d'Asie des clubs champions 1995-1996                      |
|  | Qualification pour la Coupe des Coupes 1995-1996                                      |
|  | Relégation en deuxième division                                                       |
|  | (T) Tenant du titre (C) Vainqueur de la Coupe du Kazakhstan (P) Promu de Perveja Liga |

## Bilan de la saison
| Championnat du Kazakhstan de football 1994              |                                      |
| Champion                                                | FC Yelimay Semipalatinsk (1er titre) |
| Coupes et trophées                                      |                                      |
| Vainqueur de la Coupe du Kazakhstan 1994                | FC Vostok                            |
| Qualifications continentales                            |                                      |
| Coupe d'Asie des clubs champions 1995-1996 Premier tour | FC Yelimay Semipalatinsk             |
| Coupe des Coupes 1995-1996 Premier tour                 | FC Vostok                            |
| Promotions et relégations                               |                                      |
| Promus en Top Division                                  | FC Munaishy                          |
| Promus en Top Division                                  | FC Taldykorgan                       |
| Relégués en Perveja Liga                                | FC Yassi                             |
| Relégués en Perveja Liga                                | FC Uralets-Arma                      |